# Трагедия Петровского Яма
Трагедия Петровского Яма — нападение финского диверсионного отряда Хонканена на советский тыловой госпиталь №2122 в карельском поселке Петровский Ям во время Великой Отечественной войны 12 февраля 1942 года.

## Подготовка
Диверсионный отряд Хонканена состоял из 100 бойцов и был разделен на 6 групп. Цель диверсионной акции располагалась в 60 км от линии фронта. Бойцы отряда передвигались на лыжах и были вооружены легким оружием: автоматами и гранатами.

## Ход событий
8 февраля 1942 года группа Хонканена скрытно пересекла линию фронта в районе поселка Повенец и выдвинулась в сторону поселка Петровский Ям. Во второй половине 11 февраля, отряд дальней разведки вышел в устье реки Выг и разбил лагерь на западном берегу в нескольких километрах от поселка. С помощью разведки и показаний пленного был окончательно утвержден план нападения. 
Ночью одна из групп отряда Хонканена на лыжах подобралась к госпиталю и подожгли все автомашины, складские помещения, а палаты с людьми стали забрасывать гранатами. Те, кто пытался выбраться из горящих помещений расстреливались на месте.

## Жертвы
В ходе нападения по данным финских источников было убито до 500 красноармейцев и 300 лошадей. По данным советской стороны погибло не менее 85 человек, из них 28 медиков, 15 гражданских лиц и 9 раненых советских военнослужащих.

## Память
В 2008 году путешественники из Москвы под руководством Никиты Кузнецова установили в Петровском яме металлическую стелу со звездой в память о событиях, произошедших здесь в ночь с 11 на 12 февраля 1942 года. Позже появилась мемориальная доска.